# Слатино (Харьковская область)
Сла́тино (укр. Слатине) — посёлок городского типа, Слатинский поселковый совет, Дергачёвский район, Харьковская область, Украина.
Является административным центром Слатинского поселкового совета, в который, кроме того, входит село Солёный Яр.

## Географическое положение
Посёлок городского типа Слатино находится в 15 км от райцентра Дергачи на берегу реки Лопань (в основном на левом берегу), выше по течению примыкает к пгт Прудянка, ниже по течению примыкает к селу Соленый Яр, на расстоянии в 1 км — село Безруки.
Через посёлок протекает ручей Гремучий Ключ (жители часто называют ручей просто Гремучка), выше по течению которого находится Слатинское водохранилище.

## История
Впервые в печатных источниках «ст. Слатино» (близ села Безруки) встречается с 1870 годов; согласно другим сведениям селение Слатино возникло в 1913 году.
В  1940 году, перед ВОВ, в Слатино было 173 двора, мельница, совхоз и сельсовет.
Во время Великой Отечественной войны с октября 1941 до августа 1943 селение находилось под немецкой оккупацией.
В годы войны 819 жителей села воевали на фронтах в рядах Советской армии; из них погибли 366 воинов; 310 из них были награждены боевыми орденами и медалями СССР.
В 1957 — изменён статус на посёлок городского типа.
В 1966 году здесь действовали совхоз «Слатинской» (укр. Слатинський) (имевший 3200 га пахотных земель) и совхоз им. XXII партсъезда (3423 га пахотных земель), средняя школа, две начальные школы, 4 библиотеки и три клуба. Население в 1966 году — 8000 человек.
В конце 1960-х годов начато строительство Слатинского водохранилища и дамбы на его западной части по проекту украинского отделения института «Сельенергопроект». Построено военно-строительными отрядами ВС СССР. Строительство окончено в 1972 году. Назначение — увлажнение осушенных земель в пойме реки Лопань. 
В 1970-е годы основой экономики посёлка являлись два совхоза овоще-молочного направления: Слатинской с 4536 га сельхозугодий и 22-го партсъезда с 4490 га сельхозугодий.
В 1976 году население с подчинёнными населенными пунктами составляло 8200 человек; в посёлке в школе 70 учителей обучали 1191 ученика; фонды двух библиотек составляли 6400 книг; работали медамбулатория, детский сад, 6 магазинов, четыре столовые, овощной консервный цех, два парниково-тепличных хозяйства, две мастерские по ремонту тракторов и комбайнов.
К 1976 году за производственные успехи в мирном труде 11 жителей посёлка были награждены орденами и медалями СССР.
В январе 1989 года численность населения составляла 7733 человека,
При СССР в Слатино работали совхозы имени XXII партсъезда и "Слатинско́й".
В июле 1995 года Кабинет министров Украины утвердил решение о приватизации находившихся здесь совхозов «Слатинской» и «Нива».
По данным переписи 2001 года численность населения составляла 6826 человек, на 1 января 2013 года — 6526 человек.

## Экономика
- Молочно-товарная ферма.
- Теплицы.
- «Горизонт», ООО.
- «Слобожанщина», ООО.
- ООО СП «Виктория ВТ».

## Объекты социальной сферы
- Детский сад.
- Школа.
- Клуб.
- Библиотека.
- Спортивная площадка.
- Амбулатория.
- Городской совет.

## Транспорт
Станция Слатино на линии Харьков — Белгород Южной железной дороги.

## Религия
- Храм Казанской иконы Божией Матери.[12]

## Известные люди
- Целуйко Николай Иванович — родился 3 июля 1937 г. в селе Слатино, художник.

## Достопримечательности
- Ботанический заказник местного значения «Слатинской». Площадь — 18,9 га. В заплаве реки Лопань произрастают растительные группировки настоящих лугов с популяциями ценных лекарственных растений.[13]